# Castro Ballota

Castro Ballota im Frühjahr 2024 vom Strand Andin bei Niedrigwasser aus gesehen

Blick auf den Strand Andrin von erhöhter Stelle

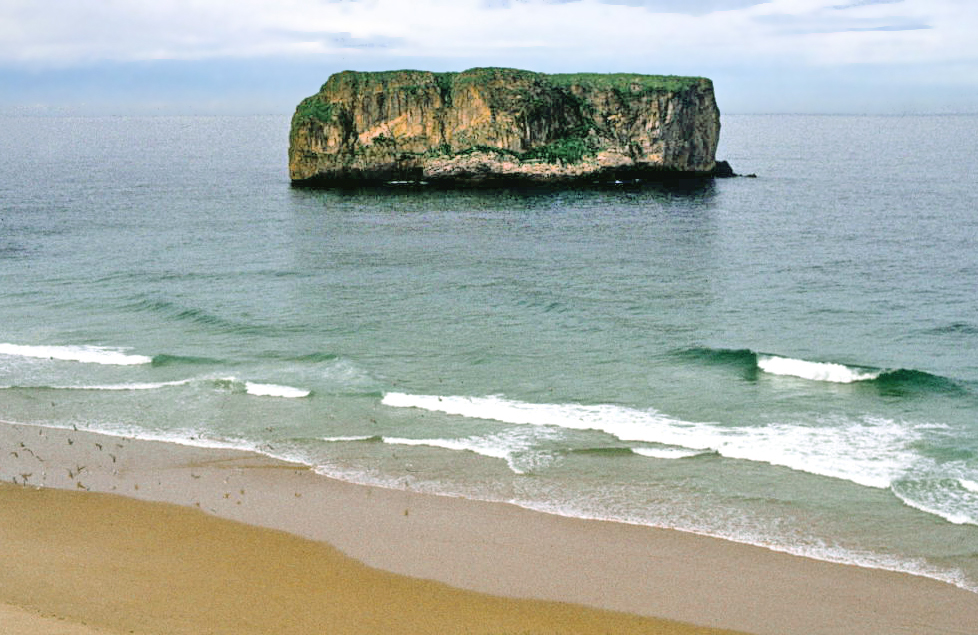
Die Insel im Jahre 1979

Lage der Insel vor der Küste

Blick auf den Felsen aus einer Höhle am Westende des Strandes Andrin

Castro Ballota, auch Islote del Castro de la Ballota oder (Bable: Castru La Ballota) (wörtlich übersetzt Inselchen Castro von Ballota) ist eine kleine Insel (oder je nach Auslegung ein größerer Felsen) vor der Küste Asturiens in Nordspanien. Der Felsen liegt in der Bucht vor den Stränden Playa de Ballota und Playa de Andrin unweit des Seebades Llanes, auf dessen Gemeindegebiet sie liegt. Die nächstliegende Ortschaft ist das Dorf Andrin, das auch zu Llanes gehört.
Die längliche Insel ist 180 Meter lang und in der Mitte an der breitesten Stelle bis zu 70 m Meter breit, damit rund ein Hektar groß. Die Insel ist unbewohnt und wird auch nicht landwirtschaftlich genutzt.
Die Insel liegt rund 300 Meter von der Küste entfernt, von den beiden Sandstränden sind es rund 500 Meter. Die „Küste“ der Insel sind steile Felsen, die rund 40 Meter aus dem Meer herausragen.  Der höchste Punkt des Felsens liegt im Nordosten bei 42 m ü NN.

## Name
Castro ist ein Wort der romanischen Sprachen (Spanisch, Portugiesisch, Italienisch) und hat seinen Ursprung im lateinischen „castrum“, der Bezeichnung für eine Festung, wobei dieses Wort heute in der Form nicht mehr genutzt wird („Festung“ heißt auf Spanisch „fortaleza“). Allerdings handelt es sich bei der Insel nicht um eine alte Burg oder Festung, sondern die Insel wirkt durch ihre Gestalt mit ihren steilen Felswänden wie eine Festung.

## Fauna
Auf der Insel brüten unter anderem die Gelbfußmöwe und der Europäische Sturmvogel.